# Lepidium meyeri
Lepidium meyeri är en korsblommig växtart som beskrevs av Karl Ernst Claus. Lepidium meyeri ingår i släktet krassingar, och familjen korsblommiga växter.

## Underarter
Arten delas in i följande underarter:
- L. m. meyeri
- L. m. turczaninowii